# Nahrstedt
Nahrstedt  este o comună în Saxonia-Anhalt, Germania